# Andreja Klepač
Andreja Klepač (Capodistria, 13 marzo 1986) è una tennista slovena.

## Biografia
Andreja ha vinto 3 titoli nel doppio nel circuito WTA, inoltre ha vinto 3 titoli nel singolare e 13 titoli nel doppio nel circuito ITF. Inoltre ha raggiunto una finale WTA nel singolare al torneo di Budapest nel 2008 e due finali WTA nel doppio. Klepač ha raggiunto il suo best ranking nel singolare, nr 99, il 14 luglio 2008, mentre l'11 aprile 2022 , ha raggiunto il miglior piazzamento nel doppio, nr 11.
Nel settembre 2007 Andreja, insieme a Elena Likhovtseva, ha raggiunto la finale del doppio nell'evento Tier IV a Portorose, perdendo dalle ceche Lucie Hradecká e Renata Voráčová, 5-7, 6-4, [10-7]. Nel giugno 2010, Andreja in coppia con Tadeja Majerič ha vinto l'evento da 50.000 $ a Maribor contro Alexandra Panova e Ksenia Pervak, 6-3, 7-6(6)
Nel luglio 2013, ha vinto il suo primo torneo WTA nel doppio a Bad Gastein in coppia con Sandra Klemenschits; nel luglio 2014 ha vinto, in coppia con Maria Teresa Torro Flor il torneo di Bastad. Infine nell'agosto 2014, ha vinto il torneo di New Haven nel doppio, in coppia con Silvia Soler Espinosa.

## Statistiche WTA

### Singolare

#### Sconfitte (1)
| Legenda              |
| -------------------- |
| Grande Slam (0)      |
| Argenti Olimpici (0) |
| WTA Finals (0)       |
| WTA Elite Trophy (0) |
| Prima del 2009       |
| Tier I (0)           |
| Tier II (0)          |
| Tier III (0)         |
| Tier IV (1)          |
| Tier V (0)           |

| N. | Data           | Torneo                         | Superficie  | Avversaria in finale | Punteggio   |
| 1. | 13 luglio 2008 | Hungarian Grand Prix, Budapest | Terra rossa | Alizé Cornet         | 6(5)-7, 3-6 |

### Doppio

#### Vittorie (11)
| Legenda               | Legenda      |
| --------------------- | ------------ |
| Grande Slam (0)       |              |
| Ori Olimpici (0)      |              |
| WTA Finals (0)        |              |
| WTA Elite Trophy (1)  |              |
| Dal 2009 al 2020      | Dal 2021     |
| Premier Mandatory (0) | WTA 1000 (0) |
| Premier 5 (1)         | WTA 1000 (0) |
| Premier (2)           | WTA 500 (2)  |
| International (4)     | WTA 250 (1)  |

| N.  | Data              | Torneo                                    | Superficie  | Compagna                    | Avversarie in finale                   | Punteggio        |
| 1.  | 21 luglio 2013    | Gastein Ladies, Bad Gastein               | Terra rossa | Sandra Klemenschits         | Kristina Barrois Eléni Daniilídou      | 6-1, 6-4         |
| 2.  | 20 luglio 2014    | Swedish Open, Båstad                      | Terra rossa | María Teresa Torró Flor     | Jocelyn Rae Anna Smith                 | 6-1, 6-1         |
| 3.  | 23 agosto 2014    | Connecticut Open, New Haven               | Cemento     | Sílvia Soler Espinosa       | Marina Eraković Arantxa Parra Santonja | 7-5, 4-6, [10-7] |
| 4.  | 27 settembre 2015 | Hansol Korea Open, Seul                   | Cemento     | Lara Arruabarrena           | Kiki Bertens Johanna Larsson           | 2-6, 6-3, [10-6] |
| 5.  | 23 settembre 2017 | Toray Pan Pacific Open, Tokyo             | Cemento     | María José Martínez Sánchez | Dar'ja Gavrilova Dar'ja Kasatkina      | 6-3, 6-2         |
| 6.  | 24 giugno 2018    | Mallorca Open, Maiorca                    | Erba        | María José Martínez Sánchez | Lucie Šafářová Barbora Štefková        | 6-1, 3-6, [10-3] |
| 7.  | 17 agosto 2019    | Western & Southern Open, Cincinnati       | Cemento     | Lucie Hradecká              | Anna-Lena Grönefeld Demi Schuurs       | 6-4, 6-1         |
| 8.  | 27 ottobre 2019   | WTA Elite Trophy, Zhuhai                  | Cemento (i) | Ljudmyla Kičenok            | Duan Yingying Yang Zhaoxuan            | 6-3, 6-3         |
| 9.  | 26 giugno 2021    | Bad Homburg Open, Bad Homburg             | Erba        | Darija Jurak                | Nadežda Kičenok Ioana Raluca Olaru     | 6-3, 6-1         |
| 10. | 8 agosto 2021     | Mubadala Silicon Valley Classic, San Jose | Cemento     | Darija Jurak                | Gabriela Dabrowski Luisa Stefani       | 6-1, 7-5         |
| 11. | 10 aprile 2022    | Credit One Charleston Open, Charleston    | Terra verde | Magda Linette               | Lucie Hradecká Sania Mirza             | 6-2, 4-6, [10-7] |

#### Sconfitte (12)
| Legenda              | Legenda               | Legenda      |
| -------------------- | --------------------- | ------------ |
| Grande Slam (0)      |                       |              |
| Argenti Olimpici (0) |                       |              |
| WTA Finals (0)       |                       |              |
| WTA Elite Trophy (0) |                       |              |
| Prima del 2009       | Dal 2009 al 2020      | Dal 2021     |
| Tier I (0)           | Premier Mandatory (0) | WTA 1000 (1) |
| Tier II (0)          | Premier 5 (1)         | WTA 1000 (1) |
| Tier III (0)         | Premier (2)           | WTA 500 (1)  |
| Tier IV (1)          | International (5)     | WTA 250 (1)  |
| Tier V (0)           | International (5)     | WTA 250 (1)  |

| N.  | Data              | Torneo                              | Superficie  | Compagna                    | Avversarie in finale                               | Punteggio           |
| 1.  | 23 settembre 2007 | Banka Koper Slovenia Open, Portorož | Cemento     | Elena Lichovceva            | Lucie Hradecká Renata Voráčová                     | 7-5, 4-6, [7-10]    |
| 2.  | 19 aprile 2009    | Barcelona Ladies Open, Barcellona   | Terra rossa | Sorana Cîrstea              | Nuria Llagostera Vives María José Martínez Sánchez | 6-3, 2-6, [8-10]    |
| 3.  | 13 luglio 2014    | Gastein Ladies, Bad Gastein         | Terra rossa | María Teresa Torró Flor     | Karolína Plíšková Kristýna Plíšková                | 6-4, 3-6, [6-10]    |
| 4.  | 12 ottobre 2014   | Tianjin Open, Tianjin               | Cemento     | Sorana Cîrstea              | Alla Kudrjavceva Anastasija Rodionova              | 7-6(6), 2-6, [8-10] |
| 5.  | 8 agosto 2015     | Citi Open, Washington               | Cemento     | Lara Arruabarrena           | Belinda Bencic Kristina Mladenovic                 | 5-7, 6(7)-7         |
| 6.  | 18 ottobre 2015   | Hong Kong Open, Hong Kong           | Cemento     | Lara Arruabarrena           | Alizé Cornet Jaroslava Švedova                     | 5-7, 4-6            |
| 7.  | 6 gennaio 2018    | Brisbane International, Brisbane    | Cemento     | María José Martínez Sánchez | Kiki Bertens Demi Schuurs                          | 5-7, 2-6            |
| 8.  | 18 febbraio 2018  | Qatar Total Open, Doha              | Cemento     | María José Martínez Sánchez | Gabriela Dabrowski Jeļena Ostapenko                | 3-6, 3-6            |
| 9.  | 8 aprile 2018     | Volvo Car Open, Charleston          | Terra verde | María José Martínez Sánchez | Alla Kudrjavceva Katarina Srebotnik                | 3-6, 3-6            |
| 10. | 22 maggio 2021    | Emilia Romagna Open, Parma          | Terra rossa | Darija Jurak                | Cori Gauff Caty McNally                            | 3-6, 2-6            |
| 11. | 15 agosto 2021    | National Bank Open, Montréal        | Cemento     | Darija Jurak                | Gabriela Dabrowski Luisa Stefani                   | 3-6, 4-6            |
| 12. | 9 gennaio 2022    | Adelaide International, Adelaide    | Cemento     | Darija Jurak Schreiber      | Ashleigh Barty Storm Sanders                       | 1-6, 4-6            |

## Risultati in progressione
| Sigla | Risultato               |
| ----- | ----------------------- |
| V     | Vincitore               |
| F     | Finalista               |
| SF    | Semifinalista           |
| O     | Oro olimpico            |
| A     | Argento olimpico        |
| SF    | Bronzo olimpico         |
| QF    | Quarti di Finale        |
| 4T    | Quarto turno            |
| 3T    | Terzo turno             |
| 2T    | Secondo turno           |
| 1T    | Primo turno             |
| RR    | Round Robin             |
| LQ    | Turno di qualificazione |
| A     | Assente                 |
| ND    | Non disputato           |

| Legenda superfici    |
| -------------------- |
| Cemento              |
| Terra battuta        |
| Erba                 |
| Superficie variabile |

### Singolare nei tornei del Grande Slam
| Torneo          | 2007 | 2008 | 2009 | 2010 | 2011 | 2012 | 2013 | 2014 | 2015 | V--S |
| --------------- | ---- | ---- | ---- | ---- | ---- | ---- | ---- | ---- | ---- | ---- |
| Australian Open | 1T   | A    | A    | A    | A    | A    | A    | A    | A    | 0-1  |
| Open di Francia | A    | A    | A    | A    | A    | A    | A    | A    |      | 0-0  |
| Wimbledon       | A    | A    | A    | A    | A    | A    | A    | A    |      | 0-0  |
| US Open         | 1T   | 1T   | A    | A    | A    | A    | A    | A    |      | 0-2  |
| Totale          | 0-2  | 0-1  | 0-0  | 0-0  | 0-0  | 0-0  | 0-0  | 0-0  | 0-0  | 0-3  |

### Doppio nei tornei del Grande Slam
| Torneo          | 2007 | 2008 | 2009 | 2010 | 2011 | 2012 | 2013 | 2014 | 2015 | V--S  |
| --------------- | ---- | ---- | ---- | ---- | ---- | ---- | ---- | ---- | ---- | ----- |
| Australian Open | A    | A    | A    | A    | A    | 3T   | 1T   | 1T   | QF   | 5-4   |
| Open di Francia | A    | A    | 2T   | A    | A    | 1T   | A    | 2T   |      | 2-3   |
| Wimbledon       | A    | A    | A    | A    | 1T   | 2T   | A    | 1T   |      | 1-3   |
| US Open         | A    | A    | A    | A    | 3T   | 1T   | 2T   | 1T   |      | 3-4   |
| Totale          | 0-0  | 0-0  | 1-1  | 0-0  | 2-2  | 3-4  | 1-2  | 1-4  | 3-1  | 11-14 |

### Doppio misto nei tornei del Grande Slam
| Torneo          | 2007 | 2008 | 2009 | 2010 | 2011 | 2012 | 2013 | 2014 |
| --------------- | ---- | ---- | ---- | ---- | ---- | ---- | ---- | ---- |
| Australian Open | A    | A    | A    | A    | A    | A    | A    | A    |
| Open di Francia | A    | A    | A    | A    | A    | A    | A    | A    |
| Wimbledon       | A    | A    | A    | A    | A    | 2T   | A    | 2T   |
| US Open         | A    | A    | A    | A    | A    | A    | A    | A    |